# Jan Saudek

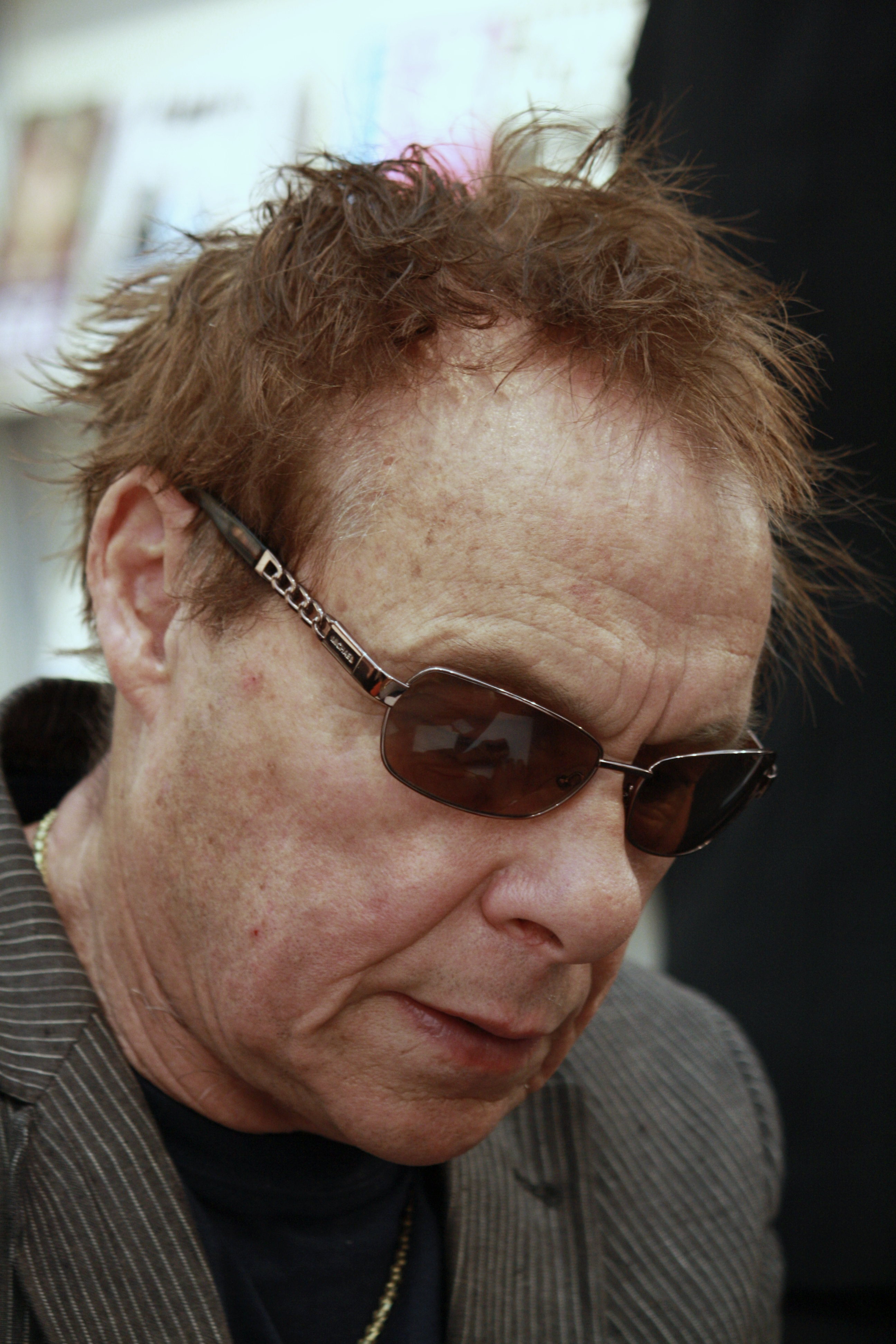
Jan Saudek

Jan Saudek (* 13. Mai 1935 in Prag) ist ein tschechischer Fotograf. Er ist international vor allem für seine Aktaufnahmen in Schwarz/Weiß bekannt.

## Leben
Jan Saudek ist 1935 als Zwillingsbruder von Karel Saudek geboren. Nach der deutschen Besetzung der Tschechoslowakei 1939 wurde die Familie rassistisch verfolgt. Ihr Vater Gustav Saudek wurde im Februar 1945 ins Ghetto Theresienstadt deportiert, beide Söhne verbrachten die letzten Monate in einem Lager für sogenannte Mischlinge im Deutschen Reich. 
Ende der 50er Jahre begann Saudek zu fotografieren. Saudek wurde vom tschechoslowakischen kommunistischen Regime wegen seiner Popularität im Westen seit den 60er Jahren und vermutlich bis zum Fall des Eisernen Vorhangs kritisch beobachtet.
Es ist bekannt, dass Jan Saudek mit der 1968er Bewegung sympathisierte, die geistige Freiheit und sexuelle Revolution propagierte. Allerdings können nur sehr wenige seiner Werke als direkt regimekritisch betrachtet werden; ein Konformist war Saudek jedoch nie.
Jan Saudek malt außerdem und lebt bis heute mit seiner Familie in Prag.

## Werk
Während Saudek in den ersten Jahren keine bevorzugten Themen hatte, wurde er ab den 70er Jahren hauptsächlich mit seinen – oft eigenwilligen – Aktfotografien bekannt. Diese sind bis heute, also über fünf Jahrzehnte, Schwerpunkt seiner Arbeiten geblieben und Grundlage seiner Bekanntheit.
Saudek arbeitet nur auf Schwarz-Weiß-Basis. Die überwiegende Zahl seiner Bilder sind allerdings farbig nachbearbeitet, da er sie zur Steigerung der Bildaussage manuell mit Aquarellfarben koloriert; jeder kolorierte Abzug ist damit ein Unikat. Als immer wiederkehrende Konstante in seinem Werk kann man in vielen Arrangements eine ganz bestimmte Wand sehen: Eine farblich changierende brüchige alte Mauer mit abblätterndem Putz, die den Eindruck von Morbidität verbreitet, dient ihm häufig als Hintergrund und auch als Wiedererkennungsmerkmal von Bildserien, deren Einzelbilder manchmal Jahre auseinanderliegen. Die alte Mauer vermittelt außerdem den Eindruck, der Künstler habe immer nur einen alten vergammelten Keller als Studio gehabt. Das mag in den Anfangsjahren so oder ähnlich gewesen sein, muss heute aber als Legendenbildung gelten. Vor der immer gleichen Wand agieren bzw. posieren seine Modelle, es sind zumeist Amateure und ganz überwiegend Mädchen und Frauen. Öfter sind auch Familienmitglieder oder er selbst abgebildet und in sein Werk einbezogen. Diese Zusammensetzung bildet den technisch-faktischen Rahmen für Saudeks unverwechselbaren Stil, zu dem die folgenden thematischen und inhaltlichen Eigenheiten hinzukommen.
Auf den ersten Blick wirken die Bilder wie verträumt wie aus einer viel früheren Zeit, was an ihrer Ausarbeitung liegen mag, da sie frühen Farbfotografien ähneln. Manchmal wird dieser Eindruck durch entsprechende Kostümierung der Modelle oder altertümliches Interieur unterstützt. Die Bilder schockieren aber oft inhaltlich im Kontrast dazu aufgrund ihrer Direktheit. Das liegt auch daran, dass seine Modelle nicht immer dem Schönheitsideal – schlank, faltenfrei, wohlproportioniert  – entsprechen und manchmal sogar mit der Zurschaustellung ihrer üppigen Körpers die Randbereiche der Ästhetik streifen. Gelegentlich nehmen sie auch Posen ein, die sehr nahe an Pornographie grenzen. Auch ältere und alte Modelle hat Saudek in seinem Sujet, manchmal mit Falten und fetten Brüsten und Pos, die absichtlich nicht kaschiert, sondern extra herausgestellt werden, was beim Betrachter auf widersprüchliche Meinung treffen und auch gemischte Gefühle hervorrufen kann. Trotz dieser manchmal provozierenden Kontra-Ästhetik muss sich der Betrachter damit auseinandersetzen, denn es sind reale Frauen, die sich so auch mit ihren körperlichen Makeln – gemessen am Schönheitsideal – nicht ohne Selbstbewusstsein haben abbilden lassen.
Saudek arbeitet oft in Serien. Dabei benutzt er öfter das Prinzip des „Bäumchen – wechsle dich“, wenn er ein Paar abbildet: Im einen Bild ist z. B. der Mann nackt, die Frau bekleidet, im zweiten, gleichartig oder spiegelgleich arrangierten Bild ist umgekehrt der Mann angezogen und die Frau in Aktdarstellung gezeigt. Reizvoll sind auch Aktdoubletten, in denen er zwei Aktporträts gegenständig wie auf Spielkarten anordnet, oft mit dem Gegensatz Mann – Frau oder auch bekleidet – unbekleidet. Der Betrachter weiß auf Anhieb nicht, wie er so ein Bild ansehen oder hängen soll, da es eigentlich ein Doppel-Bild ist, in dem nirgendwo „unten“ ist – und das macht einen zusätzlichen Reiz aus.
Auch mehrteilige Serien liebt Saudek zur Darstellung seiner Ideen. Damit stellt er z. B. kurze Geschichten dar, einen extremen Striptease bis zum „Ausziehen“ der Kopf- und Schambehaarung, oder er dokumentiert über lange Zeit, manchmal über Jahrzehnte, die Entwicklung eines Menschen und Modells im Verlauf der Zeit. Im Extremfall wird in 3–6 Bildern ein Mädchen im Teenageralter dargestellt, das sich von einer jungen zu einer reifen Frau und Mutter entwickelt und auch jenseits der Lebensmitte in Aktdarstellung selbstbewusst vor dem bekannten, immer gleichen Hintergrund posiert.
Gerade diese Zeitreihe über das Altern verdeutlicht, dass neben Sexualität und Sinnlichkeit des Lebens auch der Tod, der nach dem Altern kommt, immer wieder zentrales Thema von Saudek ist. Für das Werk von Jan Saudek waren zwei Dinge besonders prägend: persönlich seine Internierung in einem KZ und künstlerisch die Ausstellung The Family of Man, die erste umfassende Wanderausstellung von Fotokunst in den 1960er Jahren mit Beispielen vieler heute als klassisch geltender, das Medium prägenden Fotografen.
Saudek hat einige Bildbände, einen Teil davon auch in Deutsch, veröffentlicht. Seine Bilder werden international in Galerien und Ausstellungen gezeigt. Dort und auch in Büchern, die den Themenkreis Akt – Erotik – Sexualität berühren, sind oft auch Bilder von Saudek zu finden, da er einen unverwechselbaren Stil hat, der ihm einen dauerhaften Platz in der Ästhetikgeschichte der Aktfotografie sichert.

## Publikationen
Der größere Teil der Veröffentlichungen von Jan Saudek ist auf Tschechisch erschienen und wurde in der Tschechoslowakei bzw. Tschechien veröffentlicht.
- 35 Jahre Fotografie – Jan Saudek Fotografie Forum Frankfurt 1986, o. ISBN
- Jan Saudek Köln: Taschen 1998 ISBN 3-8228-7429-9
- Jan Saudek ebd. ISBN 3-8228-7916-9
- Theater des Lebens Panorama-Verlag ISBN 8070381515
- Titelbilder der ersten 8 Bände der Werkausgabe von Stanislaw Przybyszewski im Igel-Verlag in den 90er Jahren.